# Tuure Vierros
Tuure Vierros (till 1966 Widbäck), född 20 december 1927 i Kankaanpää, död 15 juli 2012 i Helsingfors, var en finländsk författare och lärare.
Vierros blev filosofie kandidat 1952 och tjänstgjorde 1953–1989 som historielärare vid olika skolor. Han författade en rad romaner i vilka han belyste olika skeenden i finländsk historia. General Georg Carl von Döbeln är huvudpersonen i Porilaiseni (1965), medan Anders Chydenius porträtteras i Majesteettirikos (1988). Samum (1983) är en brevroman om forskningsresanden Georg August Wallin. Sitt intresse för Rom och den italienska kulturen skildrade Vierros i essäsamlingen Ikuinen kaupunki (1991).